# Strada statale 282 delle Fossiate
La ex strada statale 282 delle Fossiate (SS 282), ora strada provinciale 255 ex SS 282 di Bocchigliero (SP 255), è una strada provinciale italiana, il cui percorso si snoda nella provincia di Cosenza.

## Percorso
La strada ha inizio dalla strada statale 177 Silana di Rossano sulla sponda del lago Cecita addentrandosi nel parco nazionale della Sila, passando tra il monte Pettinascura e il monte Sordillo.
Il percorso continua verso Bocchigliero e oltre, raggiungendo la ex strada statale 108 ter Silana di Cariati dove si innesta non lontano da Campana.
In seguito al decreto legislativo n. 112 del 1998, dal 2002 la gestione è passata dall'ANAS alla Regione Calabria, che ha provveduto al trasferimento dell'infrastruttura al demanio della Provincia di Cosenza.